# 萨尼亚 (克勒兹省)
萨尼亚（法語：Sagnat，發音：[saɲa]）是法国克勒兹省盖雷区的一个市镇，位于该省西北部。

## 地理
萨尼亚（46°18'15"N, 1°37'42"E）面积11.81 平方千米，位于法国新阿基坦大区克勒兹省，该省份为法国中部省份，位于法國中央高原西北部，北起安德尔省和谢尔省，西接维埃纳省，南至科雷兹省，东临多姆山省，东北与阿列省接壤。
与萨尼亚接壤的市镇（或旧市镇、城区）包括：科隆达讷、丹勒帕莱斯泰勒、迈松费讷、圣日耳曼博普雷、圣莱热布里德雷。
萨尼亚的时区为UTC+01:00、UTC+02:00（夏令时）。

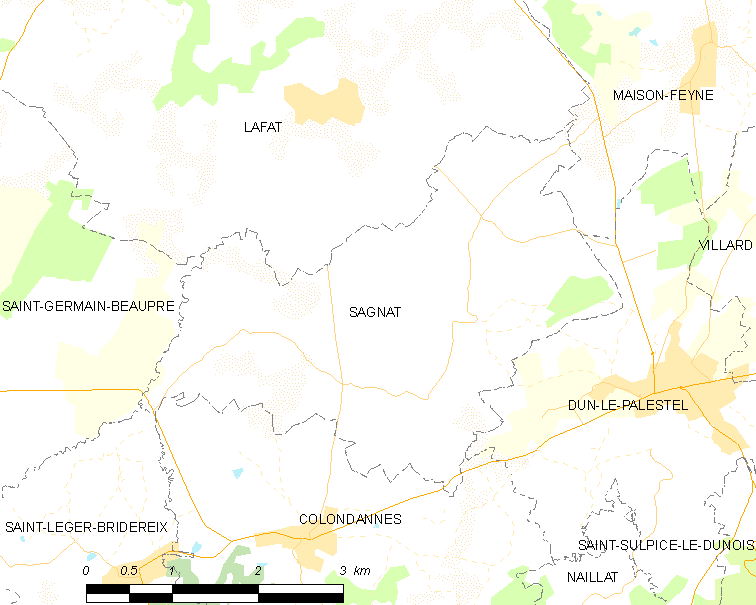
萨尼亚的OSM定位图

## 行政
萨尼亚的邮政编码为23800，INSEE市镇编码为23166。

## 政治
萨尼亚所属的省级选区为丹勒帕莱斯泰勒县。

## 人口

1962-2008年间萨尼亚人口变化图示

萨尼亚于2022年1月1日时的人口数量为195人。